# زهکشی
به خارج کردن آب اضافی زیرزمینی، سطحی و رواناب از یک سازه یا از یک منطقه توسط نیروی ثقل، اسمز (گذرندگی) یا مکش (پمپاژ) به منظور جلوگیری کردن از مزاحمت این آب اضافی یا جلوگیری از زیان ناشی از آن را به‌طور عام زهکشی می‌گویند. تعریف فائو از زهکشی، خارج ساختن آب و نمک‌های قابل حل از سطح و زیر سطح مزرعه به منظور تسهیل رشد گیاه است.

## زهکشی در گذشته‌های دور
زهکشی کشاورزی، بنا به عقیده سازمان خواربار و کشاورزی جهانی، نه هزار سال پیش در بین‌النهرین آغاز شد. در آن هنگام لوله به کار برده نمی‌شده بلکه به احتمال زیاد از سنگ و سنگ‌ریزه و شاخ و برگ گیاهان بهره‌گیری می‌شد. اولین لوله‌های زهکشی حدود چهار هزار سال قدمت دارند. در اروپا، اولین زهکشی زیرزمینی حدود دو هزار سال پیش نصب شده‌است.
در کتابی که در حدود سه هزار سال پیش در چین نگاشته شده، نقشه‌هایی از سیستم زهکشی مشاهده می‌شود. هرودت، در حدود ۲۴۰۰ سال پیش، اشاره‌هایی به کاربرد زهکشی در درّه نیل دارد.
زهکشی مدتی در جهان به فراموشی سپرده شد تا اینکه در ۱۵۴۴ در انگلستان دوباره زندگی جدیدی یافت. اولین تنبوشه ساز سفالی در ۱۸۴۰ در انگلستان به کار گرفته شد. در آمریکا زهکشی لوله‌ای در دو سده پیش آغاز شد.

## معادلات زهکشی
اولین معادله زهکشی توسط کولدینگ در ۱۸۷۲ استخراج شد. کولدینگ (1872) در معادله‌اش جریان آب زیرزمینی را افقی فرض نمود و تغذیه را به صورت بارندگی یکنواخت ماندگار در نظر گرفت. او در معادله‌اش حداکثر ارتفاع سطح ایستابی را متناسب با ریشه دوم شدت بارندگی به دست آورد.
معادله‌ای که کولدینگ (۱۸۷۲) ارائه نموده‌است به نام معادله روث شناخته شده‌است.

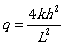
اولین معادله زهکشی که توسط کولدینگ ارائه شد.

## زهکشی در گذشته‌های نزدیک

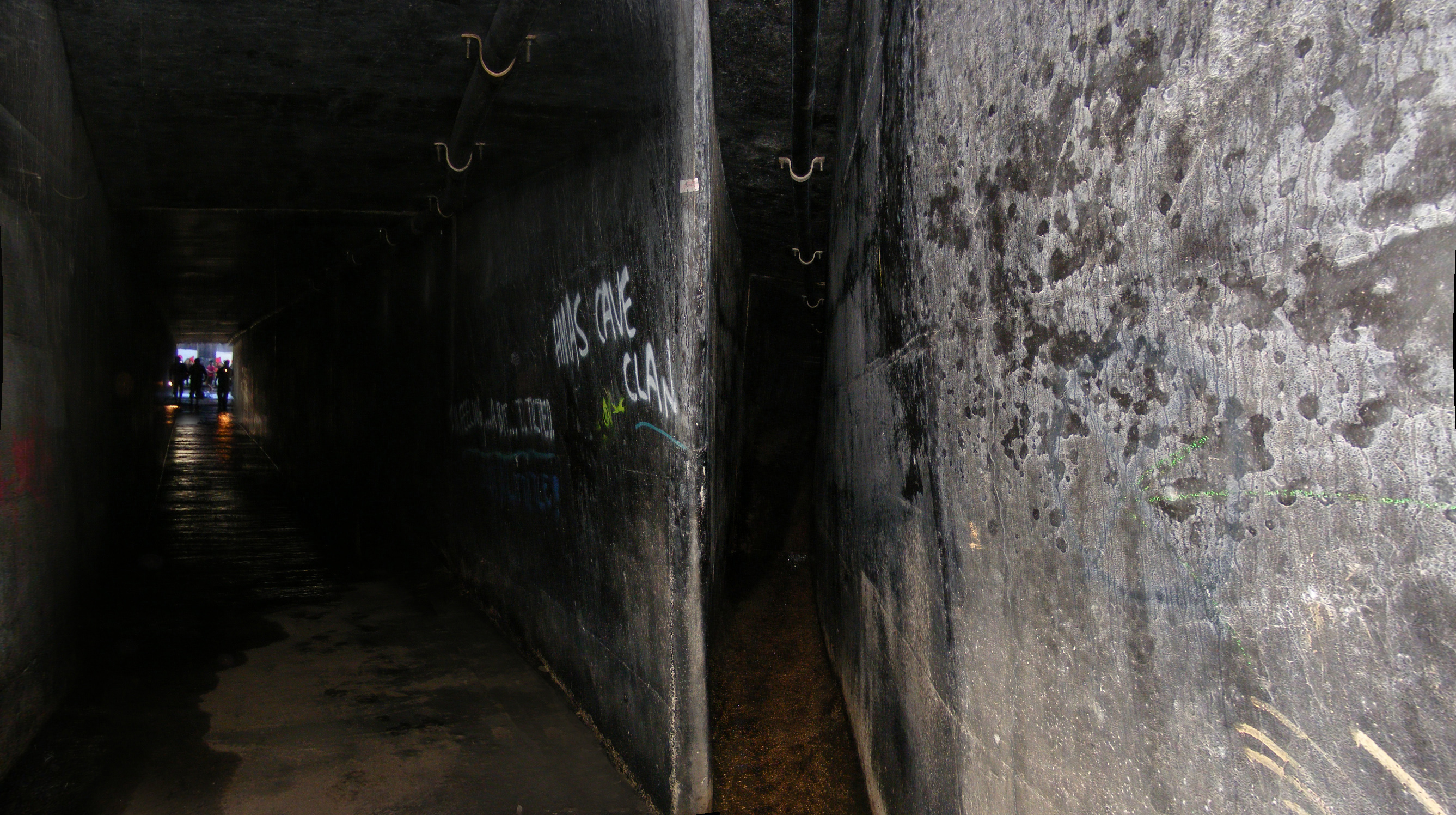
نمونه زهکشی زیرزمینی در نیو ساوت ولز استرالیا

زهکشی زیرزمینی به شیوهٔ امروزی اولین بار در سال ۱۸۱۰ میلادی در انگلستان به کار گرفته شد و به‌تدریج به سایر نقاط اروپا رفت. با اختراع تنبوشه ساز سفالی (۱۸۴۰)، روند توسعه زهکشی در اروپا تسریع شد.
زهکشی در اوایل دهه ۱۹۶۰، با پیدایش لوله پلاستیکی با دیواره صاف و نازک، سپس با ابداع لوله‌های کنگره‌دار شتاب قابل ملاحظه‌ای یافت. در حوالی سال ۱۹۷۰ استفاده از ماشین‌های زهکشی آغاز شد و شتاب بیشتری به توسعه زهکشی زیرزمینی داد. کاربرد فرستنده و گیرنده‌های لیزری، دقت در کنترل نصب زهکش‌ها را افزایش داد.

## سیستم‌های زهکشی
یک سیستم زهکشی زراعی معمولاً از سه جزء تشکیل شده‌است که عبارتند از:
- زهکشهای مزرعه
- سیستم اصلی
- خروجی

## زهکشی در ایران
احداث اولین شبکه‌های نوین آبیاری و زهکشی در دهه ۱۳۱۰ در جنوب کشور صورت گرفت و اولین زهکش روباز با استفاده از ماشین در حوالی سال ۱۳۳۵ در شاوور خوزستان ساخته شد. در سال‌های ۱۳۴۱ و ۱۳۴۲ اولین شبکه زهکشی زیرزمینی با استفاده از لوله‌های سفالی در دانشکده کشاورزی دانشگاه جندی شاپور (شهید چمران) واقع در ملّاثانی (رامین) اهواز در وسعتی حدود ۵۰۰ هکتار با نیروی کارگری به اجرا درآمد. در همین سال‌ها بود که اولین ماشین زهکشی وارد کشور شد. اولین طرح بزرگ زهکشی به وسعت ۱۱۰۰۰ هکتار در هفت تپه به اجرا درآمد. سپس زهکشی اراضی شرکت کشت و صنعت کارون و همزمان با آن زهکشی اراضی آبخور سد وشمگیر در گرگان آغاز شد. دشت‌های مغان، آب پخش در بوشهر، زابل، میان‌آب، بهبهان، طرح‌های هفت‌گانه توسعه نیشکر در خوزستان از جمله طرح‌های بزرگ دیگری هستند که اجرای آنها به اتمام رسیده‌است.

## جستارهای وابسته

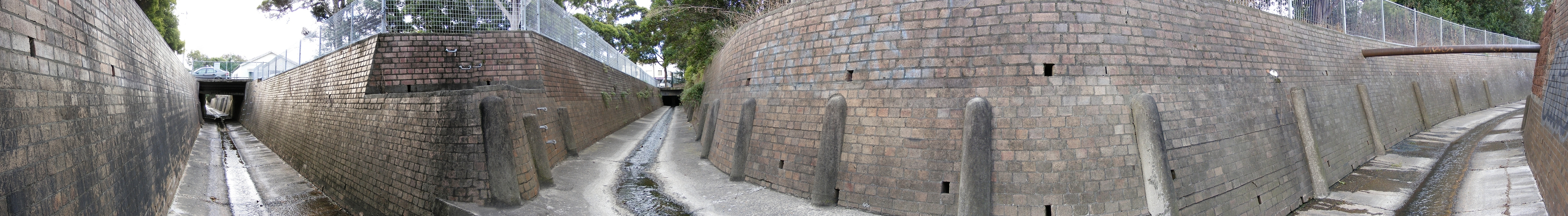
نمونه زهکشی نیو ساوت ولز